# Джон Купер (тренер)
Джонатан Д. Купер (англ. Jonathan D. Cooper; нар. 23 серпня 1967, Принс-Джордж, Канада) — канадсько-американський тренер з хокею, головний тренер команди НХЛ «Тампа-Бей Лайтнінг». 

## Тренерська робота
Як тренер починав з юніорських команд США.
З 2008 по 2010 Джон очолював клуб Хокейної ліги США «Грін-Бей Гемблерс».
З 2010 Купер головний тренер клубу АХЛ «Норфолк Едміралс». У 2012 отримав приз, як найкращий тренер АХЛ.
У сезоні 2012–13 Джон очолював іншу команду АХЛ «Сірак'юс Кранч».
25 березня 2013 року після звільнення Гі Буше з посади головного тренера «блискавок», Купер очолив «Тампа-Бей Лайтнінг».
5 січня 2019 року Купера було обрано на матч всіх зірок НХЛ.
У сезонах 2019/20 та 2020/21 Джон двічі привів «Тампа-Бей Лайтнінг» до перемоги в Кубку Стенлі.

## Нагороди
- Володар Кубка Стенлі як головний тренер «Тампа-Бей Лайтнінг» — 2020, 2021.

## Тренерська статистика
| Команда | Сезон    | Регулярний сезон | Регулярний сезон | Регулярний сезон | Регулярний сезон | Регулярний сезон | Регулярний сезон     | Плей-оф | Плей-оф | Плей-оф | Плей-оф                           |
| Команда | Сезон    | І                | В                | П                | OTL              | О                | Результат            | В       | П       | В%      | Результат                         |
| ------- | -------- | ---------------- | ---------------- | ---------------- | ---------------- | ---------------- | -------------------- | ------- | ------- | ------- | --------------------------------- |
| ТБЛ     | 2012–13* | 16               | 5                | 8                | 3                | (13)             | 4-е Південно-східний | —       | —       | —       | не вийшли у плей-оф               |
| ТБЛ     | 2013–14  | 82               | 46               | 27               | 9                | 101              | 2-е Атлантичний      | 0       | 4       | .000    | Поступились у першому раунді      |
| ТБЛ     | 2014–15  | 82               | 50               | 24               | 8                | 108              | 2-е Атлантичний      | 14      | 12      | .538    | Поступились у фіналі Кубка Стенлі |
| ТБЛ     | 2015–16  | 82               | 46               | 31               | 5                | 97               | 2-е Атлантичний      | 11      | 6       | .647    | Поступились у фіналі Конференції  |
| ТБЛ     | 2016–17  | 82               | 42               | 30               | 10               | 94               | 5-е Атлантичний      | —       | —       | —       | не вийшли у плей-оф               |
| ТБЛ     | 2017–18  | 82               | 54               | 23               | 5                | 113              | 1-е Атлантичний      | 11      | 6       | .647    | Поступились у фіналі Конференції  |
| ТБЛ     | 2018–19  | 82               | 62               | 16               | 4                | 128              | 1-е Атлантичний      | 0       | 4       | .000    | Поступились у першому раунді      |
| ТБЛ     | 2019–20  | 70               | 43               | 21               | 6                | 92               | 2-е Атлантичний      | 18      | 7       | .720    | Переможець Кубка Стенлі           |
| ТБЛ     | 2020–21  | 56               | 36               | 17               | 3                | 75               | 3-є Центральний      | 16      | 7       | .696    | Переможець Кубка Стенлі           |
| Усього  | Усього   | 634              | 384              | 197              | 53               |                  | 2 чемпіон дивізіона  | 54      | 39      | .581    | 7 плей-оф 2 Кубка Стенлі          |

* – заміна в середині сезону